# Cappella delle Strillaie
La cappella di Santo Stefano alle Strillaie è un edificio religioso situato nel territorio comunale di Grosseto.
La sua ubicazione è nei pressi della strada che, costeggiando la Pineta del Tombolo, collega Grosseto a Principina a Mare, all'interno di una tenuta privata situata a poca distanza dall'incrocio per Principina a Mare.

## Storia e descrizione
La chiesetta fu edificata, modificando un piccolo preesistente edificio rustico, come complemento al contemporaneo fabbricato di fattoria de "Le Strillaie", e fu consacrata da monsignor Paolo Galeazzi, vescovo di Grosseto, il 25 maggio 1952.
La cappella delle Strillaie si presenta come un edificio dalle linee semplici, tipiche delle cappelle rurali; il tetto si presenta a capanna, la pianta è rettangolare e l'interno ad aula unica.
Al centro della facciata principale si trova il portale d'ingresso sormontato da un doppio architrave che delimita uno spazio di forma rettangolare. Al centro della parte superiore si apre un piccolo rosone di forma circolare che contribuisce all'illuminazione naturale dell'interno del luogo di culto. Sopra la parte sinistra della facciata si eleva un caratteristico campanile a vela.